# موسیقی ترکمنی

موسیقی ترکمنی

موسیقی ترکمنی به شکلی از موسیقی اطلاق می‌شود که در بین اقوام ترکمن ایران، ترکمنستان و افغانستان رواج دارد ساز های استفاده شده در موسیقی ترکمنی دوتار و کمانچه است
مقامهای موسیقی ترکمنی در چهار دستگاه ارائه می‌شوند: تشنید، قرق‌لر، مخمّس و نوایی.

## تشنید
تشنید احتمالاً همان مفهوم تجنیس است که به صورت تشنید تغییر یافته‌است. مقام تجنیس در مناطق شرقی خراسان متداول است.

## قرق‌لر
قرق‌لر از دو کلمهٔ قرق و لر ترکیب یافته‌است. قرق به معنای پاره شده یا بریده است و لر نشانه جمع در زبان ترکمنی (و ترکی) است. مفهوم قرق به چگونگی ارائه دستگاه مربوط است؛ زیرا در اجرای این دستگاه نوازنده پس از پرده پنجم به پرده چهارم و سپس به پرده اول تامدئرا(دوتار) عبور می‌کند. حذف پرده‌های دوم و سوم به مفهوم پاره کردن یا بریدن توالی اصوات یا مُد دستگاه قرق‌لر است. این شیوه اجرای دستگاه قرق‌لر بیش از سی سال است که شکل گرفته‌است. عقیده بر این است که این شیوه اجرا – که به علت دشواری نواختن دستگاه قرق‌لر شکل گرفته – به نحوه نواختن تامدئرا خدشه وارد کرده‌است و در اصل، ضعف نوازندگی محسوب شده، سهولت اجرا را ایجاب می‌کند. قرق در زبان ترکمنی (قرخ در زبان ترکی) به معنی چهل نیز هست. دستگاه قرق‌لر بعد از دستگاه نوایی تکامل یافته و مشتمل بر ترکیب چهل مقام نوایی است. معمولاً مقامهایی که در این دستگاه نواخته می‌شوند، لحنی محزون دارند.

## مخمّس
مخمّس نیز عنوان یکی از مقامهای رایج در موسیقی خراسان است و عبارت از بند شعری است که از پنج مصراع تشکیل می‌شود (مشابه بش‌بند یا بیش در موسیقی ترکی نواحی غرب ایران). در رساله‌ها و نسخ خطی فارسی موسیقی، مخمس یکی از اصول یا ادوار ایقاعی معرفی شده‌است. از جمله ادوار موسیقی عربی در این زمینه عبارتند از:
مخمس عربی، مخمس مصری، مخمس ترکی و نصف‌مخمس ترکی است.

## نوایی
دستگاه نوایی منسوب به امیر علیشیر نوایی وزیر سلطان حسین میرزا بایقراست که از نوادگان جغتای پسر چنگیز و از اعاظم دانشمندان و ادبای قرن نهم هجری بوده‌است و بر موسیقی دوران خود احاطه کامل داشته‌است. مقام نوایی در منطقه تربت جام و اطراف آن نیز اهمیت بسیار دارد و از رایج‌ترین و همگانی‌ترین مقامها محسوب می‌شود.
بسیاری از داستانهای ترکی و ترکمنی که از سوی اوزانها و بخشیها به اجرا درمی‌آید، در مقام تجنیس، مخمس و نوایی است.

## ساز
ساز اصلی در موسیقی ترکمنی، تامدیراست که به نظر کوچکترین انواع دوتار است. و در دههٔ اخیر برخی، به اجرای نغمات این موسیقی با سازهای الکترونیک روی آورده‌اند. محمدرضا درویشی ساز کمانچه را هم ساز اصیل ترکمنی نمی‌داند. در موسیقی اصیل ترکمنی ساز کوبه‌ای به کار نمی‌رود. 
دستگاه‌های موسیقی ترکمنی معمولاً بر اساس تعداد پرده‌های مورد استفاده در تامدئرا و چگونگی توالی آنها نسبت به هم متمایز می‌شوند. تشخص دستگاه‌ها و تمایز آنها نسبت به هم بر اساس پرده‌ها و نحوه توالی آنها در تامدئرا تدوین یافته به نظر می‌رسد.
مشابه برخی از مقامها، داستانها یا تصانیف ترکمنی، در بین ترکهای شمال خراسان، آذربایجان شرقی و غربی و اردبیل، زنجان، همدان، ساوه، قم و.... شنیده می‌شود؛ مانند گؤراوغلی (کور اوغلی)، حمرا (یا همرا)، اصلی و کرم، غریب و شاه صنم، نه باغ دویدی نه باغبان (نه باغ بیلدی نه‌ده باغبان)
به خنیاگران (نوازنده و خواننده) ترکمن بخشی و در مرحله بالاتر خلیفه گفته می‌شود.

## تعدادی از موسیقی‌دانان و نوازندگان شاخص موسیقی ترکمنی (در ایران)
- مرحوم ارازمحمد کلته
- مرحوم خلیفه نظرلی محجوبی
- استاد بایلی تکه
- دکتر مجید تکه
- طاهر تکه
- موسی جرجانی
- تاجوردی پیکر
- آنه‌بردی پیکر
- عیدمحمد اونق
- مرحوم اُلیاقلی یگانه
- ارازمراد آرخی
- استاد حمید رژیم
- فریدون رومی
- استاد آنه بردی وجدانی